# Domingos Carvalho da Silva
Domingos Carvalho da Silva (Leirós, Pedroso, Vila Nova de Gaia, Portugal, 21 de Junho de 1915 - São Paulo, Brasil, 26 de Abril de 2003) é um escritor brasileiro. Domingos nasceu em Portugal, na aldeia de Leirós, 13,3 quilómetros ao sul da cidade do Porto. Filho de Domingos Gomes da Silva (nasce a 27 de Julho de 1892 - Grijó - Vila Nova de Gaia  - falece a 29 de Novembro de 1963)  e de Ana Costa Carvalho (nasce a 2 de Março de 1892, Leirós e falece 25 de Abril de 1953, Cambuci, São Paulo, Brasil).
Radicou-se no Brasil desde 1924, instalando-se em São Paulo, passando a ser considerado paulista.
Formou-se em Ciências Jurídicas e Sociais pela Faculdade de Direito de São Paulo (1937), naturalizando-se nesse mesmo ano como cidadão brasileiro. Advogado, funcionário federal e jornalista, foi também poeta, contista e ensaísta e lecionou Teoria da Literatura e Literatura Brasileira na Universidade de Brasília.
Eis alguns dos seus livros de versos: Rosa Extinta (1945), que o consagrou como o mais importante poeta paulista da nova geração; Espada e Flâmula (1947); Praia Oculta (1949); Girassol de Outono (1952); A Fênix Refratária e outros poemas (1959). O principal mérito da sua poesia reside na versatilidade de formas, temas e tons. Importa destacar que, incumbido pessoalmente pelo próprio Pablo Neruda, fez a tradução de seus 20 Poemas de Amor e Uma Canção Desesperada, publicada em 1946.
Fez parte da Geração de 45 (grupo e movimento que ele assim batizou, da poesia brasileira).
Foi fundador da Revista Brasileira de Poesia e da Revista de Poesia e Crítica e recebeu o Prêmio Olavo Bilac, em 1950, oferecido pela Academia Brasileira de Letras, e o Jabuti, na categoria poesia, com o livro de poemas intitulado Vida Prática, em 1977.
Foi o redescobridor da obra de Maria Clemência da Silveira Sampaio, a pioneira da poesia do Rio Grande do Sul.

## Obras
- Rosa extinta : poemas (1945);
- Praia Oculta (1949);
- Espada e Flâmula (1950);
- Livro de Lourdes (1952);
- A Fênix refratária e outros poemas (1953-1958) (1959);
- A véspera dos mortos : contos (1966);
- Girassol de outono (1966);
- Gonzaga e outros poetas (1970);
- Vida prática : poemas (1978);
- Múltipla escolha  (1980);